# Fürstentum Krautheim

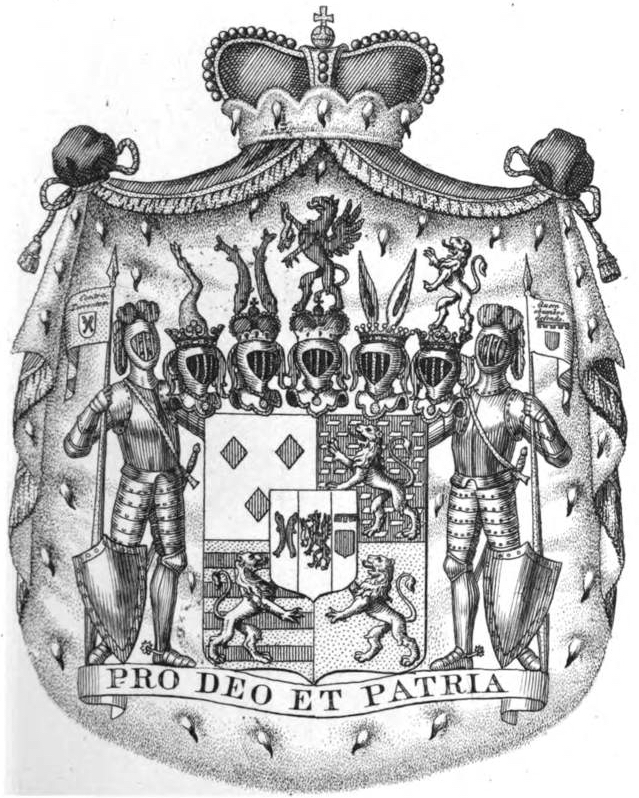
Wappen der Fürsten zu Salm-Reifferscheidt-Krautheim

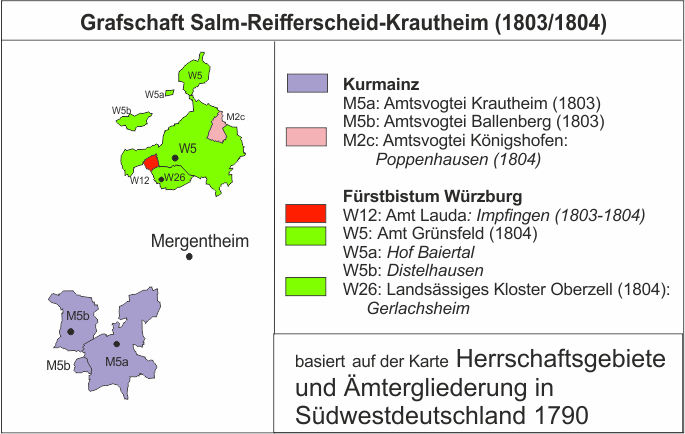
Fürstentum Krautheim in 1803/04

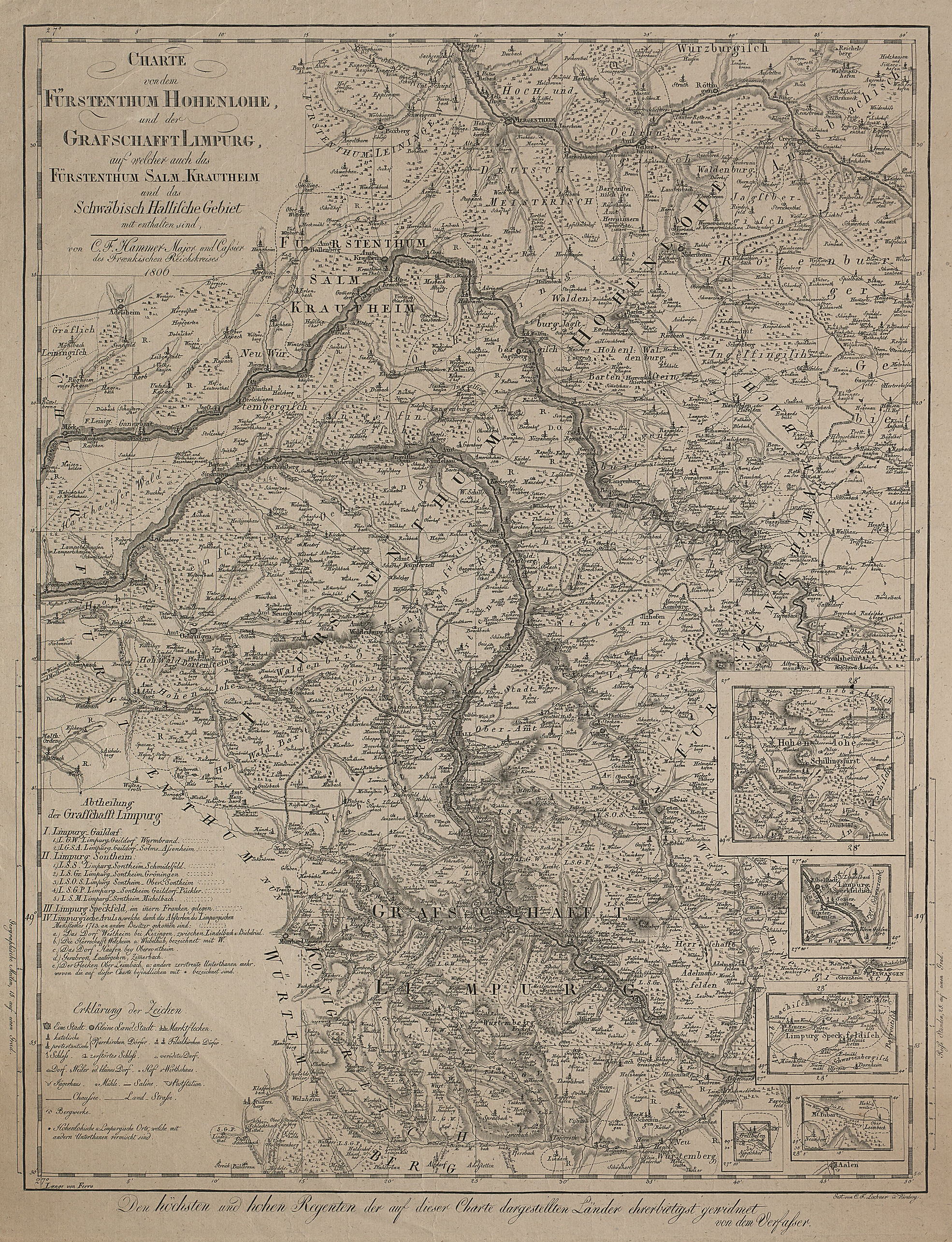
Fürstentum Krautheim auf einer Karte von 1806

Das Fürstentum Krautheim, auch Fürstentum Salm-Krautheim, bis zur Standeserhöhung des Landesherrn am 7. Januar 1804 Grafschaft Krautheim, war ein weltliches Territorium des Heiligen Römischen Reichs und entstand 1803 auf der Grundlage von § 3 des Reichsdeputationshauptschlusses. Das niedersalmische Haus Salm-Reifferscheidt-Bedburg wurde für den Verlust seiner linksrheinischen Gebiete durch ein aus mainzischen und würzburgischen Besitzungen gebildetes Fürstentum entschädigt. Das Gebiet des neuen Fürstentums umfasste ehemalige Besitzungen von Kloster Schöntal, dem Oberamt Krautheim, dem Priorat Gerlachsheim und dem würzburgischen Oberamt Grünsfeld. Regierender Fürst war Franz Wilhelm zu Salm-Reifferscheidt.
Durch die Rheinbundakte wurde das Fürstentum Krautheim nach nur drei Jahren bereits 1806 mediatisiert und nördlich der Jagst dem Großherzogtum Baden, südlich der Jagst dem Königreich Württemberg zugeschlagen. Die Deutsche Bundesakte fand Franz Wilhelm als vormaligen Souverän mit den Rechten eines Standesherrn ab. In dieser Funktion beerbte ihn sein Sohn Konstantin zu Salm-Reifferscheidt 1831, der seine standesherrlichen Vorrechte allerdings 1839 an das Großherzogtum Baden veräußerte.